# Muriceides fragilis
Muriceides fragilis är en korallart som beskrevs av Wright och Studer 1889. Muriceides fragilis ingår i släktet Muriceides och familjen Plexauridae. Inga underarter finns listade i Catalogue of Life.